# Isla Knight (Alaska)
La isla Knight (en inglés: Knight Island) es una isla en la parte sur de Alaska, en los Estados Unidos de América. Se encuentra en el golfo de Alaska, en la entrada del Prince William Sound, en su parte occidental, al noroeste de la isla Montague y próxima a la isla Chenega. La isla Knight tiene una superficie de 277,166 km² y no tenía población residente en el Censo de 2000.
La mayoría de la isla está en el área delimitada del bosque nacional Chugach. Las corporaciones nativas alaskeñas de la Chugach Alaska Corporation y Chenega Corporation son los otros dos grandes propietarios de tierras.
Las costas en la parte este y noroeste de la isla estaban fuertemente cubiertas de petróleo después del derrame de petróleo de Exxon Valdez, al noreste de la isla, en 1989.